# Jinzhoustadion
Jinzhoustadion (Chinees: 金州体育场) is een multifunctioneel stadion in Dalian, provincie Liaoning, Volksrepubliek China. Het stadion wordt momenteel vooral voor voetbalwedstrijden van de thuisclub, Dalian Aerbin, gebruikt. Het stadion heeft 30.775 plaatsen en is gebouwd in 1997.